# 国剧盛典·回响30年
 国剧盛典·回响30年盛会 (第1屆国剧盛典)，由安徽卫视、光线传媒以及首都广播电视节目制作业协会联合主办，于2008年12月29日在北京国家会议中心举行。本次盛会纪念中国大陆电视剧辉煌三十年的历史节点（1978-2008），融合了30年经典电视歌曲、电视人物形象和经典剧集。

## 所有奖项

### 国剧30年 最具影响力人物
| - 六小龄童 - 邓婕 - 海岩 - 宋春丽 - 赵宝刚 - 郑晓龙 - 陈小艺 - 唐国强 - 陈建斌 - 斯琴高娃 | - 陈宝国 - 张国立 - 尤小刚 - 高希希 - 胡玫 - 郭宝昌 - 宋丹丹 - 吕丽萍 - 李幼斌 - 张纪中 | - 蒋雯丽 - 赵薇 - 李雪健 - 李保田 - 陈道明 - 王刚 - 孙海英 - 孙红雷 - 赵本山 |

### 国剧30年 杰出贡献人物
- 王扶林

### 国剧30年 最具影响力电视剧
| - 《蹉跎岁月》 - 《四世同堂》 - 《便衣警察》 - 《红楼梦》 - 《西游记》 - 《篱笆女人和狗》 - 《围城》 - 《渴望》 - 《外来妹》 - 《编辑部的故事》 | - 《北京人在纽约》 - 《我爱我家》 - 《京都纪事》 - 《牵手》 - 《三国演义》 - 《宰相刘罗锅》 - 《雍正王朝》 - 《还珠格格》 - 《康熙微服私访记》 - 《永不瞑目》 | - 《长征》 - 《大宅门》 - 《激情燃烧的岁月》 - 《刘老根》 - 《亮剑》 - 《天龙八部》 - 《士兵突击》 - 《武林外传》 - 《金婚》 - 《奋斗》 |